# Luigi Raybaudi Massilia
Luigi Raybaudi Massilia (Roma, 3 settembre 1913 – Roma, 14 dicembre 2003) è stato un giornalista, editore e filatelista italiano.

## La sua attività nella filatelia
Nato da una famiglia di collezionisti, divenne filatelista e commerciante di francobolli. Aprì negozi e studi filatelici in diverse città, e divenne perito filatelico accreditato in tribunale; la sua opinione firmata è sempre stata apprezzata dai collezionisti.
Unitamente a Renato Mondolfo (1918-1992) fondò la “Raymond”, una società che contribuì a dare impulso alla filatelia italiana nei passati anni Cinquanta e Sessanta.
Fu anche giornalista filatelico specializzato, entrando nella federazione internazionale di categoria già nel 1932. Fondò tre riviste filateliche: “Italia filatelica” (1944), “Filatelia” (1962) e “Francobolli” (1966). La sua attività instancabile gli valse l'iscrizione fra i primi dieci nell’Albo d’oro della filatelia. Membro fondatore dell’Associazione internazionale degli esperti filatelici e dell’Accademia italiana di studi filatelici, ha ricevuto anche l’“Oscar” della filatelia.

## La sua attività nella malacologia
Assiduo frequentatore del Mar Rosso nella prima metà degli anni settanta, osservò numerose specie di cipree (famiglia Cypraeidae) nel loro ambiente naturale. Dall'interesse iniziale all'illuminazione il passo fu breve e pochi mesi dopo Luigi Raybaudi era già appassionatissimo collezionista. Per la sua predisposizione alla specializzazione iniziò ad intrecciare rapporti con altri appassionati e studiosi del settore, valutando anche la possibilità di entrare nel commercio delle conchiglie e delle cipree in particolare.
Nel 1977 esordì con il suo primo articolo sulla rivista romana La Conchiglia, dando ben presto un'impronta inconfondibile alle sue schede specializzate, ognuna dedicata ad una specie. Una cronistoria sintetizzava gli eventi ad essa legati (scoperta, ritrovamenti, collocazione sistematica), seguiva la descrizione ed un'approfondita analisi basata prevalentemente su approcci morfologici di comparazione delle conchiglie, di cui possedeva una raccolta di riferimento senza eguali al mondo. La scheda finale condensava tutti gli altri elementi: sinonimi, quotazioni, distribuzione.
Vista la necessità di distinguere la malacologia più scientifica dalla conchigliologia, pur scientifica ma incentrata quasi unicamente sulla conchiglia, dal 1985 iniziò la pubblicazione di una rivista specializzata, rivolta prettamente al collezionista specializzato: The Connoisseur of Seashells. La rivista diede un notevole slancio alla sua attività commerciale, tale da permettergli nel 1991 di fondare la Società World Shells, che svolgeva anche divulgazione attraverso una nuova, imponente rivista. 
Di queste pubblicazioni, molto apprezzate a livello internazionale, Luigi Raybaudi si sobbarcò per anni i costi ed il lavoro di organizzazione, tanto che nel 2000, all'età di 87 anni, decise suo malgrado di chiudere World Shells. Negli ultimi anni continuò piacevolmente ad apprezzare le sue cipree, ed a consigliare con modestia ed amabilità numerosi giovani collezionisti, affiancato dalla moglie Maria, dai figli e da alcuni amici.

## Conchiglie a cui ha dato un nome
Numerosi taxa tutt'oggi consolidati riportano il suo nome come autore:
- Cypraea (Zoila) marginata ketyana RAYBAUDI, 1978 oggi
- Erosaria (Erosaria) guttata surinensis RAYBAUDI, 1978
- Zoila (Zoila) jeaniana aurata RAYBAUDI, 1979
- Lyncina (Mystaponda) leucodon angioyna RAYBAUDI, 1979
- Lyncina (Lyncina) reevei f. microsphaerica RAYBAUDI, 1980
- Umbilia (Umbilia) armeniaca f. westralica RAYBAUDI, 1980
- Lyncina (Mystaponda) broderipii somalica RAYBAUDI, 1981
- Zoila (Zoila) mariellae RAYBAUDI, 1983
- Zoila (Zoila) marginata albanyensis RAYBAUDI, 1985
- Zoila (Zoila) marginata orientalis RAYBAUDI, 1985
- Zoila (Zoila) venusta venusta forma grisea RAYBAUDI, 1985
- Zoila (Zoila) venusta roseopunctata forma profunda RAYBAUDI, 1985
- Zoila (Zoila) friendii insulata RAYBAUDI, 1985
- Zoila (Zoila) venusta catei forma armeniaca RAYBAUDI, 1985
- Zoila (Zoila) venusta roseopunctata forma roseoimmaculata RAYBAUDI, 1985
- Zoila (Zoila) venusta thatcheri forma nana RAYBAUDI, 1985
- Zoila (Zoila) thersites eburnea RAYBAUDI, 1985
- Tessellata tessellata forma lani RAYBAUDI, 1986
- Nesiocypraea teramachii forma caledonica RAYBAUDI, 1986
- Palmadusta (Purpuradusta) barbieri RAYBAUDI, 1986
- Cypraeovula (Luponia) fuscodentata f. occidentalis RAYBAUDI, 1986
- Luria cinerea cinerea forma brasilensis RAYBAUDI, 1986
- Cribrarula cribraria occidentalis f. rottnestensis RAYBAUDI, 1987
- Crossia iu-tsui atlantica RAYBAUDI, 1988
- Erronea (Adusta) bregeriana forma pervelata RAYBAUDI, 1989
- Barycypraea fultoni fultoni f. mozambicana RAYBAUDI, 1989
- Barycypraea fultoni amorimi RAYBAUDI, 1989
- Zoila (Zoila) rosselli edingeri RAYBAUDI, 1990
- Zoila (Zoila) venusta orientalis RAYBAUDI, 1990
- Zoila (Zoila) jeaniana sherylae RAYBAUDI, 1990
- Erosaria (Erosaria) guttata surinensis f. bengalensis RAYBAUDI, 1991
- Zoila (Zoila) eludens RAYBAUDI, 1991
- Blas. teres pellucens forma panamensis RAYBAUDI, 1992
- Zoila (Zoila) marginata ketyana, forma lutea RAYBAUDI, 1993
- Zoila (Zoila) marginata ketyana, f. hypermarginata RAYBAUDI, 1993
- Umbilia armeniaca f. brunnea RAYBAUDI, 1993
- Crossia iutsui levissima RAYBAUDI, 1995
- Zoila profundincola RAYBAUDI, 1996